# Мало, Жак
Жак Мало (фр. Jacques Malo; род. 11 февраля 1757, Токвиль, Манш — ?)  — французский офицер, полковник, активный участник событий Великой французской революции.
«Монах-францисканец, сменивший рясу на военную форму».

## Биография
Жак Мало родился 11 февраля 1757 года, в Токвиле, в семье Жака Мало (Jacques Malo) и Марии Жеффруа (Marie Geffroy).
В 1796 году полковник, шеф эскадрона, командир 21-го драгунского полка, дислоцированного в пригороде Парижа Гренель. В августе 1796 года со своим полком сорвал попытку переворота, предпринятого Г. Бабёфом и его сторонниками. В 11 часов вечера 13 фруктидора (30 августа, вторник) от 600 до 700 вооруженных заговорщиков пришли в расположении полка, надеясь склонить его солдат на выступление против Директории. На окрик: «Кто идёт?» последовал ответ: «Да здравствует республика! Да здравствует конституция 1793 г.». Заговорщики проникли в расположение полка и приблизились к палатке командира. Мало поднял своих драгун по тревоге, полуодетых. В завязавшейся схватке 20 заговорщиков было убито, множество ранено и 132 захвачено в плен. Тем самым Мало снискал доверие роялистов, в свою очередь составивших заговор по свержению Директории и возвращению на трон Бурбонов и вовлёкших его в свои планы. Жак Мало совместно с Лазарем Карно и генералом Рамелем составили контрзаговор, завлекший роялистов в ловушку. 11 плювьеза V года (понедельник, 30 января 1797 года) он собственноручно арестовал предводителей роялистского заговора в l’Ecole Militaire. «Гражданин Мало спас нас» писали в те дни газеты.